# Cartello di Jalisco Nuova Generazione
Il Cártel de Jalisco Nueva Generación, abbreviato CJNG (in italiano: Cartello di Jalisco di Nuova Generazione), o Mata-Zetas (Ammazza-Zetas) è un'organizzazione criminale messicana nata nel 2009.
Lottano contro il  Cartello di Sinaloa per il controllo dello stato di Jalisco e delle città di Guadalajara, Bassa California, Durango, Guatemala, Stati Uniti meridionali.
Il gruppo opera anche negli stati di Nayarit, Michoacán, Colima, e Guanajuato. Il fondatore e attuale capo è il latitante Nemesio Oseguera Cervantes (detto El Mencho), il quale gestisce un imponente giro di sicari e prostitute.

## Storia

### Massacro di Veracruz 2011-2012

#### Massacri di Veracruz del 2011
Il 20 Settembre 2011, due furgoni contenenti 35 cadaveri sono stati trovati in un sottopassaggio nelle vicinanze di un centro commerciale a Boca del Río, Veracruz. Tutti i cadaveri sono stati identificati come presunti membri dei Los Zetas, ma è stato dimostrato in seguito che solo sei di loro erano stati coinvolti in episodi di crimini minori, e nessuno di loro era stato coinvolto nella criminalità organizzata. Alcune delle vittime avevano le mani legate e mostravano segni di tortura. Secondo il quotidiano El Universal, intorno alle 17:00 un numero non precisato di veicoli ha bloccato una delle vie principali di Boca del Río. Una volta bloccato il traffico, degli uomini armati avrebbero abbandonato due furgoni nel mezzo della carreggiata. Hanno aperto le porte dei furgoni e hanno tirato fuori i trentacinque cadaveri, lasciando anche un messaggio. Altri uomini armati hanno puntato le armi ai guidatori spaventati. I criminali hanno poi abbandonato la zona.
In seguito, i testimoni scioccati hanno iniziato a pubblicare messaggi su Twitter per avvisare gli altri automobilisti di evitare la zona. Il messaggio lasciato riporta le seguenti parole:
Il Blog del Narco ha riportato il 21 Settembre 2011 è stato probabilmente firmato da Gente Nueva, un gruppo di sicari che lavora per Joaquín Guzmán Loera, il capo del cartello di Sinaloa. Tuttavia, il 27 Settembre 2011, il Cartello di Jalisco ha pubblicato un video rivendicante gli attacchi. I narcotrafficanti si sono scusati per i massacri a Veracruz ma hanno ribadito i loro sforzi per sconfiggere i Los Zetas, i quali, hanno affermato "non sono invincibili". Nel video, vengono mostrati cinque uomini in passamontagna vestiti completamente di nero che siedono dietro a un tavolo. In seguito l'uomo col microfono annuncia che i Matazetas sono "guerrieri senza un volto, ma fieramente messicani", e che il loro obiettivo è di sradicare i Los Zetas. Essi sostengono di rispettare le Forze Armate Messicane e capiscono la posizione del governo contro i cartelli della droga. Infatti, l'uomo nel video afferma che essi rispettano la decisione del governo di rifiutarsi di negoziare con i cartelli. Nel video vengono anche criticati i politici che hanno protetto i Los Zetas. In aggiunta, viene dichiarato che ai Matazetas è "proibito estorcere, rapire, rubare, abusare, o fare qualsiasi cosa che coinvolga l'interesse nazionale",e che sono il "braccio armato del popolo messicano".
Il 6 Ottobre 2011 sempre a Boca del Río, Veracruz sono stati trovati 32 corpi dalle autorità messicane in tre case diverse. I militari hanno trovato dapprima 20 corpi in un appartamento nel quartiere residenziale. Mentre stavano cercando in un'altra abitazione hanno trovato altri 11 cadaveri. La terza e ultima casa conteneva un solo corpo. Quattro ulteriori cadaveri sono stati confermati separatamente dal governo statale di Veracruz. Il giorno dopo, Reynaldo Escobar Pérez, il Ministro della Giustizia, presentò le dimissioni a causa della narcoviolenza diffusasi nello stato. Il giorno dopo le sue dimissioni vennero trovati altri 10 cadaveri in varie parti della città di Veracruz. Al 7 Ottobre, il cartello di Jalisco Nuova Generazione era responsabile di 67 omicidi a Veracruz .
Al 9 Ottobre 2011, in soli diciotto giorni, lo stato di Veracruz riportava 100 omicidi.

#### Operazione "Veracruz Sicura"
In risposta alle molteplici esecuzioni tra i cartelli della droga, il governo federale, lanciò un'operazione militare nello stato di Veracruz, conosciuta in spagnolo come Operativo Veracruz Seguro. Nell'Ottobre del 2011, lo stato di Veracruz era un territorio conteso tra i Los Zetas, il Cartello del Golfo e il Cartello di Sinaloa. Francisco Blake Mora, all'epoca Segretario degli Interni, disse che l'operazione era diretta a compiere i seguenti cinque obiettivi:
- Lo spostamento delle Forze Armate e della Polizia Federale per tutta Veracruz al fine di "recuperare le zone controllate dai cartelli."[15]
- Stabilire delle agenzie di intelligence, non solo per catturare i membri del cartello, ma anche per smantellare le loro reti finanziarie e operative.[15]
- Valutare e ispezionare le forze di polizia di Veracruz per qualsiasi possibile collaborazione con i cartelli "al fine di poter contare sui poliziotti onesti."[15]
- Incrementare i finanziamenti statali e federali per migliorare le misure di sicurezza.[15]
- Assicurarsi che il governo sia l'unico organo garante della legge e dell'ordine.[15]

Nonostante la forte presenza militare, le autorità trovarono 7 corpi all'interno di una Ford Lobo l'8 Ottobre 2011 a Veracruz. Il 22 Dicembre 2011 vennero attaccati tre autobus pubblici sulla Strada Federale 105 a Veracruz lasciando 16 morti tra cui tre cittadini statunitensi. Poco dopo la sparatoria, le autorità condussero un'operazione per scoprire i responsabili, uccidendo cinque degli assalitori. Il Consolato degli Stati Uniti d'America di Matamoros richiese agli statunitensi di evitare di circolare sulle strade nelle ore notturne.
A Tampico Alto, Veracruz, il 23 Dicembre 2011 le autorità messicane trovarono 10 corpi senza vita in seguito a una chiamata anonima di un cittadino. I corpi erano stati scaricati su una strada fangosa, erano tutti ammanettati e presentavano segni di tortura. Nove dei dieci corpi erano decapitati. In precedenza nel Febbraio del 2011, Saturnino Valdés Llanos, il sindaco della municipalità di Tampico Alto, era stato rapito; il suo corpo era stato ritrovato in una discarica con altri 10 cadaveri una settimana dopo. Il 25 Dicembre 2011 vicino a Tampico, Tamaulipas, una città al confine con Veracruz, furono trovati 13 corpi in un camion.

### Massacri di Veracruz del 2012
Il 9 Febbraio 2012, le autorità messicane riesumarono 15 salme dalla fossa comune clandestina di Acayucan.. Secondo le fonti di governo, a Marzo del 2012, il tasso di omicidi di Veracruz e nei suoi dintorni è calato. Il Presidente Felipe Calderón Hinojosa attribuì il basso tasso di omicidi all' Operazione Veracruz, l'operazione militare iniziata nell'Ottobre del 2011
Il 3 Maggio 2012 a Boca del Río, 3 fotoreporter vennero uccisi e gettati in diversi sacchi di plastica perché avevano seguito le vicende di Veracruz. Gruppi di libertà di stampa affermarono che i tre giornalisti erano fuggiti temporaneamente dopo aver ricevuto minacce nel 2011. Durante i diciotto mesi successivi, 7 giornalisti sono stati uccisi solo a Veracruz. Ci sono solo pochi giornalisti che seguono le vicende legate al crimine nello stato. Subito dopo l'arresto di molti membri del cartello, le autorità confermarono nell'Agosto del 2012 che il Cartello di Jalisco aveva causato la morte di 5 giornalisti a Veracruz.

### Massacro di Sinaloa
Il 23 novembre 2011, un totale di 26 corpi - 16 dei quali bruciati a morte - sono stati trovati in diversi veicoli abbandonati a Sinaloa. L'incidente è iniziato nelle prime ore del mattino a Culiacán, Sinaloa, con la scoperta di un veicolo in fiamme. L'incidente è stato molto probabilmente architettato da Los Zetas in risposta ai massacri compiuti dai Matazetas (CJNG) a Veracruz.

### Massacro di Nuovo Laredo 2012
I resti smembrati di 14 uomini sono stati trovati in diversi sacchetti di plastica all'interno di un'auto nella città di confine di Nuevo Laredo, Tamaulipas, il 17 aprile 2012. Sopra ai resti dei cadaveri c'era un messaggio che affermava che i 14 corpi smembrati erano tutti membri di Los Zetas. La polizia ha affermato in seguito che il responsabile della strage fosse il Cartello dei Matazetas (CJNG).

### Guerra intercomunale contro il Cartello di Santa Rosa de Lima
Nel 2018, il Cartello di Jalisco Nuova Generazione, approfittando di un golpe atto dalla polizia federale messicana, ha dichiarato guerra al Cartello di Santa Rosa de Lima iniziando una vera e propria guerra civile che in 3 anni ha provocato migliaia di morti nello stato di Guanajuato.. In realtà le ostilità tra i due gruppi erano iniziate nel 2017 dopo che il leader del Cartello di Santa Rosa de Lima, José Antonio Yépez Ortiz (alias El Marro, capo storico del cartello), ha dichiarato in un comunicato l'ostilità verso il Cartello di Jalisco Nuova Generazione. Il Cartello di Santa Rosa de Lima, per fronteggiare la potenza bellica del cartello rivale, si è alleato con altre organizzazioni criminali, quali La Nueva Familia Michoacana e El Grupo Sombra del Cartello del Golfo.